# Assunzione di Maria
Assunzione di Maria är en kyrkobyggnad i Rom, helgad åt Jungfru Marie himmelsfärd. Kyrkan är belägen vid Largo Spartaco i quartiere Tuscolano och tillhör församlingen Assunzione di Maria.
Kyrkan förestås av Congregazione di San Giovanni Battista Precursore, en kongregation, grundad av Antonietta Capelli (1896–1974) år 1958.

## Historia
Kyrkan uppfördes åren 1961–1971 efter ritningar av arkitekten Saverio Muratori. Själva kyrkorummet är beläget flera meter under gatunivån; kyrkan är en kryptkyrka. I koret hänger ett stort träkrucifix.

## Kommunikationer
- Tunnelbanestation Numidio Quadrato – Roms tunnelbana, linje
- Busshållplats Numidio Quadrato – Roms bussnät, linje 590 T02 nMA